# Yau Kung Moon
Yau Kung Moon (柔功门, Traducibile con Scuola dell'abilità morbida, Rougongmen in Pinyin) è una scuola di arti marziali cinesi classificabile come Nanquan.

## Storia
Nonostante alcuni allievi rivendichino un'origine nel periodo dell'epoca della dinastia Tang sembrerebbe uno stile composito di recente formazione, frutto dell'unione di Baimeiquan, Cailifo, e Liuhe Tanglangquan . Secondo la trasmissione orale della Scuola lo stile sarebbe originario di Shaolin e sarebbe stato trasmesso durante il secolo scorso nel Tempio Baimiao Jiuyuansi (白庙九源寺) nel Guangdong da un anziano monaco. Questo monaco avrebbe trasmesso lo stile a Chenglai (乘来) e a Jielai (杰来). Il secondo a sua volta lo insegnò a Tie Yin (铁隐), un monaco Buddista. Tie Yin trasmise lo stile a Xia Hanxiong (夏汉雄,1892-1962) una persona originaria di Gaoming (高明) in Guangdong. Nel 1924 Xia Hanxiong ha fondato nel porto Liwan di Canton (广州) l'Associazione Sportiva Xia Hanxiong (夏汉雄体育会, Xia Hanxiong Tiyu Hui). Il figlio di Xia Hanxiong, Xia Guozhang (夏国璋), ha appreso dal padre lo stile.
Xia Hanxiong ricevette anche gli insegnamenti del fratello Ha Sang nel Cailifo e di Cheung Lai Chun (张礼泉, Zhang Liquan) nel Baimeiquan.
Il Rougongmen è oggi diffuso negli Stati Uniti, in Canada, in Australia ed altri paesi.
Oltre al figlio sono citati come allievi di Xia Hanxiong, Lai Zuying 赖祖英, Liang Shaohai 梁少海, Guo Qitai郭其泰, Huang Yaowei 黄耀威, ecc.